# Arcane League of Legends: Season 2
Arcane League of Legends: Season 2 (Soundtrack from the Animated Series) é a trilha sonora da segunda temporada da série animada de televisão Arcane de 2021, ambientada no universo fictício de League of Legends da Riot Games. A trilha sonora apresenta 22 músicas lançadas em 23 de novembro de 2024, pela divisão musical da Riot Games. O álbum foi precedido pelos singles "Paint the Town Blue" de Ashnikko, "Come Play" de Stray Kids, Young Miko e Tom Morello, e "Blood Sweat & Tears" de Sheryl Lee Ralph antes do lançamento do primeiro ato da temporada. A popularidade da música "Ma meilleure ennemie" de Stromae e Pomme fez com que ela também fosse lançada como single em 6 de dezembro de 2024. A edição estendida da trilha sonora foi lançada em 4 de abril de 2025.

## Trilha sonora original

### Lista de faixas
| Arcane League of Legends: Season 2, Original Soundtrack |                                       |                                                     |         |  |
| N.º                                                     | Título                                | Artista(s)                                          | Duração |  |
| 1.                                                      | "Heavy Is the Crown (Original Score)" | Emily Armstrong, Mike Shinoda                       | 1:41    |  |
| 2.                                                      | "I Can't Hear It Now"                 | Freya Ridings                                       | 2:41    |  |
| 3.                                                      | "Sucker"                              | Marcus King                                         | 3:44    |  |
| 4.                                                      | "Renegade (We Never Run)"             | Raja Kumari, Stefflon Don featuring Jarina De Marco | 3:25    |  |
| 5.                                                      | "Hellfire"                            | Fever 333                                           | 2:44    |  |
| 6.                                                      | "To Ashes and Blood"                  | Woodkid                                             | 4:05    |  |
| 7.                                                      | "Paint the Town Blue"                 | Ashnikko                                            | 1:54    |  |
| 8.                                                      | "Remember Me (Intro)"                 | D4vd                                                | 1:40    |  |
| 9.                                                      | "Remember Me"                         | D4vd                                                | 2:02    |  |
| 10.                                                     | "这样很好 (Isha's Song)"              | Eason Chan                                          | 4:24    |  |
| 11.                                                     | "Cocktail Molotov"                    | Zand                                                | 2:28    |  |
| 12.                                                     | "What Have They Done To Us"           | Mako, Grey                                          | 1:59    |  |
| 13.                                                     | "Rebel Heart"                         | Djerv                                               | 2:51    |  |
| 14.                                                     | "The Beast"                           | Misha Mansoor                                       | 3:50    |  |
| 15.                                                     | "Spin the Wheel"                      | Mick Wingert                                        | 2:35    |  |
| 16.                                                     | "Ma meilleure ennemie"                | Stromae, Pomme                                      | 2:27    |  |
| 17.                                                     | "Fantastic"                           | King Princess                                       | 3:04    |  |
| 18.                                                     | "The Line"                            | Twenty One Pilots                                   | 3:12    |  |
| 19.                                                     | "Blood Sweat & Tears"                 | Sheryl Lee Ralph                                    | 3:42    |  |
| 20.                                                     | "Come Play"                           | Stray Kids, Young Miko, Tom Morello                 | 2:41    |  |
| 21.                                                     | "Wasteland"                           | Royal & the Serpent                                 | 2:41    |  |
| 22.                                                     | "Enemy (Opening Title Version)"       | Imagine Dragons, JID                                | 3:06    |  |
| Duração total:                                          | Duração total:                        | Duração total:                                      | 62:56   |  |

| Arcane League of Legends: Season 2, Original Soundtrack (Extended Edition) |                                                         |                                           |         |  |
| N.º                                                                        | Título                                                  | Artista(s)                                | Duração |  |
| 23.                                                                        | "What Have They Done To Us (Remix)"                     | Mako, Grey, Sasha Alex Sloan              | 3:20    |  |
| 24.                                                                        | "Fantastic (Demo Version)"                              | King Princess                             | 2:30    |  |
| 25.                                                                        | "Ma Meilleure Ennemie (featuring Coldplay)"             | Stromae, Pomme, Coldplay, Elyanna         | 3:21    |  |
| 26.                                                                        | "Come Play (Kordhell Remix)"                            | Stray Kids, Morello, Kordhell, Young Miko | 2:10    |  |
| 27.                                                                        | "Paint the Town Blue (Bloodpop Remix)"                  | Bloodpop featuring Ashnikko               | 1:53    |  |
| 28.                                                                        | "I Can't Hear It Now (Live from Vevo)"                  | Freya Ridings                             | 2:40    |  |
| 29.                                                                        | "Fantastic (Live from Vevo)"                            | King Princess                             | 3:07    |  |
| 30.                                                                        | "Wasteland (Live from Vevo)"                            | Royal & the Serpent                       | 2:37    |  |
| 31.                                                                        | "Worlds Collide (Inspired by Arcane League of Legends)" | Jvke                                      | 3:02    |  |
| Duração total:                                                             | Duração total:                                          | Duração total:                            | 85:59   |  |

### Recepção
Escrevendo para o banco de dados musical AllMusic, Matt Collar concedeu à trilha sonora 4 de 5 estrelas, escrevendo também: "Arcane League of Legends: Season 2 captura bem a emoção visceral e o drama no centro do show."

### Gráficos
| Chart (2024–2025)                                  | Melhor posição |
| -------------------------------------------------- | -------------- |
| Australian Albums (ARIA)                           | 9              |
| Austria Albums (Ö3 Austria Top 40)                 | 18             |
| Flanders Albums (Ultratop Flanders)                | 19             |
| Wallonia Albums (Ultratop Wallonia)                | 4              |
| Canadian Albums (Billboard)                        | 7              |
| Croatian International Albums (HDU)                | 22             |
| Denmark Albums (Hitlisten)                         | 17             |
| Netherlands Albums (Dutch Albums Top 100)          | 18             |
| Finland Albums (Suomen virallinen lista)           | 18             |
| France Albums (SNEP)                               | 2              |
| Germany Albums (Media Control / GfK Entertainment) | 22             |
| Hungary Albums (Mahasz)                            | 4              |
| Italian Albums (FIMI)                              | 26             |
| Lithuanian Albums (AGATA)                          | 5              |
| New Zealand Albums (Recorded Music NZ)             | 6              |
| Norway Albums (VG-lista)                           | 6              |
| Portugal Albums (AFP)                              | 7              |
| Spain Albums (PROMUSICAE)                          | 12             |
| Sweden Albums (Sverigetopplistan)                  | 46             |
| Switzerland Albums (Swiss Hitparade)               | 5              |
| UK Soundtrack Albums (OCC)                         | 2              |
| US Billboard 200                                   | 24             |
| US Top Soundtracks (Billboard)                     | 2              |

## Partitura original
A trilha sonora original da segunda temporada foi lançada em três atos, abrangendo três episódios e estreou no dia seguinte à estreia. O Ato 1 foi lançado em 10 de novembro de 2024, seguido pelo Ato 2 em 17 de novembro e pelo Ato 3 em 24 de novembro, respectivamente.
| Arcane League of Legends: Season 2 (Act 1) [Original Score] |                                          |         |  |
| N.º                                                         | Título                                   | Duração |  |
| 1.                                                          | "Surveying the Damage / The Transfusion" | 2:18    |  |
| 2.                                                          | "Two to One"                             | 3:08    |  |
| 3.                                                          | "It's Your Legacy Now"                   | 4:11    |  |
| 4.                                                          | "It's Keeping Him Alive"                 | 2:14    |  |
| 5.                                                          | "Caitlyn's Hideaway"                     | 2:33    |  |
| 6.                                                          | "Eulogy"                                 | 2:48    |  |
| 7.                                                          | "The Memorial Assault (Pt. I)"           | 3:59    |  |
| 8.                                                          | "The Memorial Assault (Pt. II)"          | 3:15    |  |
| 9.                                                          | "The Burden of Responsibility"           | 1:35    |  |
| 10.                                                         | "Have You Had Enough?"                   | 1:41    |  |
| 11.                                                         | "Make the Numbers Work / Into the Gray"  | 2:16    |  |
| 12.                                                         | "Petty Squabbles"                        | 1:41    |  |
| 13.                                                         | "Watch It All Burn"                      | 1:52    |  |
| 14.                                                         | "Awakening"                              | 3:49    |  |
| 15.                                                         | "The Brambleback Has Left the Jungle!"   | 1:04    |  |
| 16.                                                         | "Tea"                                    | 0:59    |  |
| 17.                                                         | "Footsteps"                              | 1:16    |  |
| 18.                                                         | "The Arcade Infiltration"                | 3:32    |  |
| 19.                                                         | "Smeech and Baby Blue"                   | 1:54    |  |
| 20.                                                         | "The Healer"                             | 2:01    |  |
| 21.                                                         | "An End to Suffering"                    | 1:31    |  |
| 22.                                                         | "Settling a Debt"                        | 2:00    |  |
| 23.                                                         | "The Kiss"                               | 0:50    |  |
| 24.                                                         | "The Coronation"                         | 2:20    |  |
| 25.                                                         | "Into the Sewers (Pt. I)"                | 0:49    |  |
| 26.                                                         | "A Property of the Arcane"               | 0:57    |  |
| 27.                                                         | "All the More Dangerous"                 | 0:46    |  |
| 28.                                                         | "Into the Sewers (Pt. II)"               | 2:09    |  |
| 29.                                                         | "Finally Got the Name Right"             | 1:35    |  |
| 30.                                                         | "Take the Shot"                          | 0:31    |  |
| 31.                                                         | "It Had to Be You"                       | 0:53    |  |
| 32.                                                         | "Wind Tunnel"                            | 0:53    |  |
| 33.                                                         | "Fireworks"                              | 1:07    |  |
| 34.                                                         | "Separation"                             | 0:39    |  |
| 35.                                                         | "Piltover Stained"                       | 1:38    |  |
| 36.                                                         | "Appointment of a General"               | 2:33    |  |
| 37.                                                         | "Singed and the Reconstruction"          | 0:52    |  |
| Duração total:                                              | Duração total:                           | 70:09   |  |

| Arcane League of Legends: Season 2 (Act 2) [Original Score] |                               |         |  |
| N.º                                                         | Título                        | Duração |  |
| 1.                                                          | "The Experiment"              | 2:10    |  |
| 2.                                                          | "You're Our Leader"           | 1:46    |  |
| 3.                                                          | "The Blade Cuts Both Ways"    | 2:17    |  |
| 4.                                                          | "Me, a Hero?"                 | 1:27    |  |
| 5.                                                          | "Remembrance"                 | 1:39    |  |
| 6.                                                          | "Sevika's Speech"             | 1:37    |  |
| 7.                                                          | "Suppression"                 | 1:28    |  |
| 8.                                                          | "The Voices Return"           | 0:48    |  |
| 9.                                                          | "We Won't Be Staying Long"    | 0:35    |  |
| 10.                                                         | "The Fun Option"              | 0:55    |  |
| 11.                                                         | "Undercover"                  | 0:37    |  |
| 12.                                                         | "The Incarceration"           | 1:40    |  |
| 13.                                                         | "Unlocked"                    | 1:02    |  |
| 14.                                                         | "The Liberator"               | 2:08    |  |
| 15.                                                         | "Reunion"                     | 0:29    |  |
| 16.                                                         | "He Needs Our Help"           | 1:19    |  |
| 17.                                                         | "No One in Power is Innocent" | 2:20    |  |
| 18.                                                         | "Mel's Nightmare"             | 1:13    |  |
| 19.                                                         | "The Oculorum"                | 2:22    |  |
| 20.                                                         | "Not Even Toxic"              | 2:19    |  |
| 21.                                                         | "He's Your Father Too"        | 1:35    |  |
| 22.                                                         | "Victim of Great Tragedy"     | 2:12    |  |
| 23.                                                         | "Some Sort of Puzzle"         | 2:09    |  |
| 24.                                                         | "Inventor of Shimmer"         | 3:00    |  |
| 25.                                                         | "To Know the Truth"           | 2:21    |  |
| 26.                                                         | "Blisters and Bedrock"        | 2:11    |  |
| 27.                                                         | "That's Not Vander"           | 1:33    |  |
| 28.                                                         | "Breakthroughs"               | 1:58    |  |
| 29.                                                         | "I Can't Let You Leave"       | 1:45    |  |
| 30.                                                         | "Exquisite Chaos"             | 1:54    |  |
| 31.                                                         | "Charting a Course"           | 0:49    |  |
| 32.                                                         | "The Truth of Combat"         | 0:45    |  |
| 33.                                                         | "The Herald's Vision"         | 1:29    |  |
| 34.                                                         | "Underground Utopia"          | 0:40    |  |
| 35.                                                         | "Noxus at the Gates"          | 1:19    |  |
| 36.                                                         | "Knowledge is a Paradox"      | 3:06    |  |
| 37.                                                         | "Don't Sugarcoat It, Cupcake" | 1:28    |  |
| 38.                                                         | "So Much for Happy Reunions"  | 1:23    |  |
| 39.                                                         | "Too Many Complications"      | 1:20    |  |
| 40.                                                         | "A Big Distraction"           | 1:20    |  |
| 41.                                                         | "Path to the Herald"          | 2:12    |  |
| 42.                                                         | "A Deep Cut"                  | 0:41    |  |
| 43.                                                         | "Vow"                         | 1:04    |  |
| 44.                                                         | "Agony"                       | 1:44    |  |
| Duração total:                                              | Duração total:                | 70:08   |  |

| Arcane League of Legends: Season 2 (Act 3) [Original Score] |                                            |         |  |
| N.º                                                         | Título                                     | Duração |  |
| 1.                                                          | "Open Your Eyes"                           | 2:48    |  |
| 2.                                                          | "Desolation"                               | 2:09    |  |
| 3.                                                          | "Turn Your Back and I'll Disappear"        | 2:02    |  |
| 4.                                                          | "The Fall"                                 | 0:47    |  |
| 5.                                                          | "Paranoia"                                 | 2:00    |  |
| 6.                                                          | "Catharsis"                                | 1:57    |  |
| 7.                                                          | "Into the Storm"                           | 0:43    |  |
| 8.                                                          | "Collaboration"                            | 1:44    |  |
| 9.                                                          | "Climbing the Tower"                       | 0:43    |  |
| 10.                                                         | "A Big Upgrade"                            | 1:06    |  |
| 11.                                                         | "Tell Me There's a Chance"                 | 1:03    |  |
| 12.                                                         | "The Only Way"                             | 1:00    |  |
| 13.                                                         | "Goodbye, Friend"                          | 0:51    |  |
| 14.                                                         | "A Keepsake"                               | 1:52    |  |
| 15.                                                         | "Breaking Free"                            | 0:45    |  |
| 16.                                                         | "Welcome to Your Future"                   | 3:42    |  |
| 17.                                                         | "A Warrior's Death"                        | 1:17    |  |
| 18.                                                         | "We Are One"                               | 1:38    |  |
| 19.                                                         | "You Can't Blame Yourself"                 | 1:54    |  |
| 20.                                                         | "A Second Chance"                          | 0:53    |  |
| 21.                                                         | "No Happy Endings"                         | 1:43    |  |
| 22.                                                         | "A Moment of Civility"                     | 1:27    |  |
| 23.                                                         | "Judgement"                                | 2:03    |  |
| 24.                                                         | "Respite"                                  | 0:46    |  |
| 25.                                                         | "Break the Cycle"                          | 2:52    |  |
| 26.                                                         | "You Will Never Be a Passenger"            | 1:26    |  |
| 27.                                                         | "A Storm is Coming"                        | 3:13    |  |
| 28.                                                         | "I've Found Another Way / The Echo"        | 3:20    |  |
| 29.                                                         | "The War Council"                          | 1:19    |  |
| 30.                                                         | "The Noxian Drums"                         | 0:49    |  |
| 31.                                                         | "Reload"                                   | 1:36    |  |
| 32.                                                         | "A Bigger Foe"                             | 1:17    |  |
| 33.                                                         | "Desperate Measures"                       | 2:30    |  |
| 34.                                                         | "Raised by Wolves"                         | 1:22    |  |
| 35.                                                         | "Betrayal"                                 | 0:55    |  |
| 36.                                                         | "Where's Viktor?"                          | 0:24    |  |
| 37.                                                         | "The Price of Ambition"                    | 3:12    |  |
| 38.                                                         | "Choice is False"                          | 0:33    |  |
| 39.                                                         | "You've Fought Well"                       | 1:22    |  |
| 40.                                                         | "Quite a Thorn"                            | 1:09    |  |
| 41.                                                         | "You Are the Wolf / Worlds Apart"          | 2:16    |  |
| 42.                                                         | "Gravity Field"                            | 0:35    |  |
| 43.                                                         | "The Ascent"                               | 0:53    |  |
| 44.                                                         | "Order and Chaos"                          | 1:08    |  |
| 45.                                                         | "Humanity's Self-Corrupting Contradiction" | 1:07    |  |
| 46.                                                         | "The Challenger"                           | 1:26    |  |
| 47.                                                         | "I Promised You"                           | 3:21    |  |
| 48.                                                         | "Funeral"                                  | 2:26    |  |
| 49.                                                         | "The Bridge (Reprise)"                     | 1:05    |  |
| Duração total:                                              | Duração total:                             | 75:09   |  |